# Cerezal de Peñahorcada
Cerezal de Peñahorcada – gmina w Hiszpanii, w prowincji Salamanka, w Kastylii i León, o powierzchni 17,93 km². W 2011 roku gmina liczyła 90 mieszkańców.